# Falcão (política)
Falcão da guerra  (do inglês war hawk; tradução literal: 'gavião de guerra') ou simplemente falcão, no  contexto político norte-americano,  é um termo geralmente aplicado àqueles membros da Câmara dos Representantes  (ou  do próprio governo dos Estados Unidos)  que, diante de uma situação de tensão ou disputa, especialmente em política externa, tendem a optar por uma  retórica mais agressiva (a chamada diplomacia do porrete ou das canhoneiras)  ou pela solução militar. Na posição oposta à dos "falcões", estão os chamados  "pombos", mais favoráveis à resolução de conflitos através de soluções negociadas diplomaticamente. A referência a pombos e falcões segue uma  analogia do comportamento dessas aves: falcões e  gaviões são predadores de outros animais, enquanto os pombos se alimentam de grãos e frutos, e a pomba é um dos símbolos universais da paz.

## História

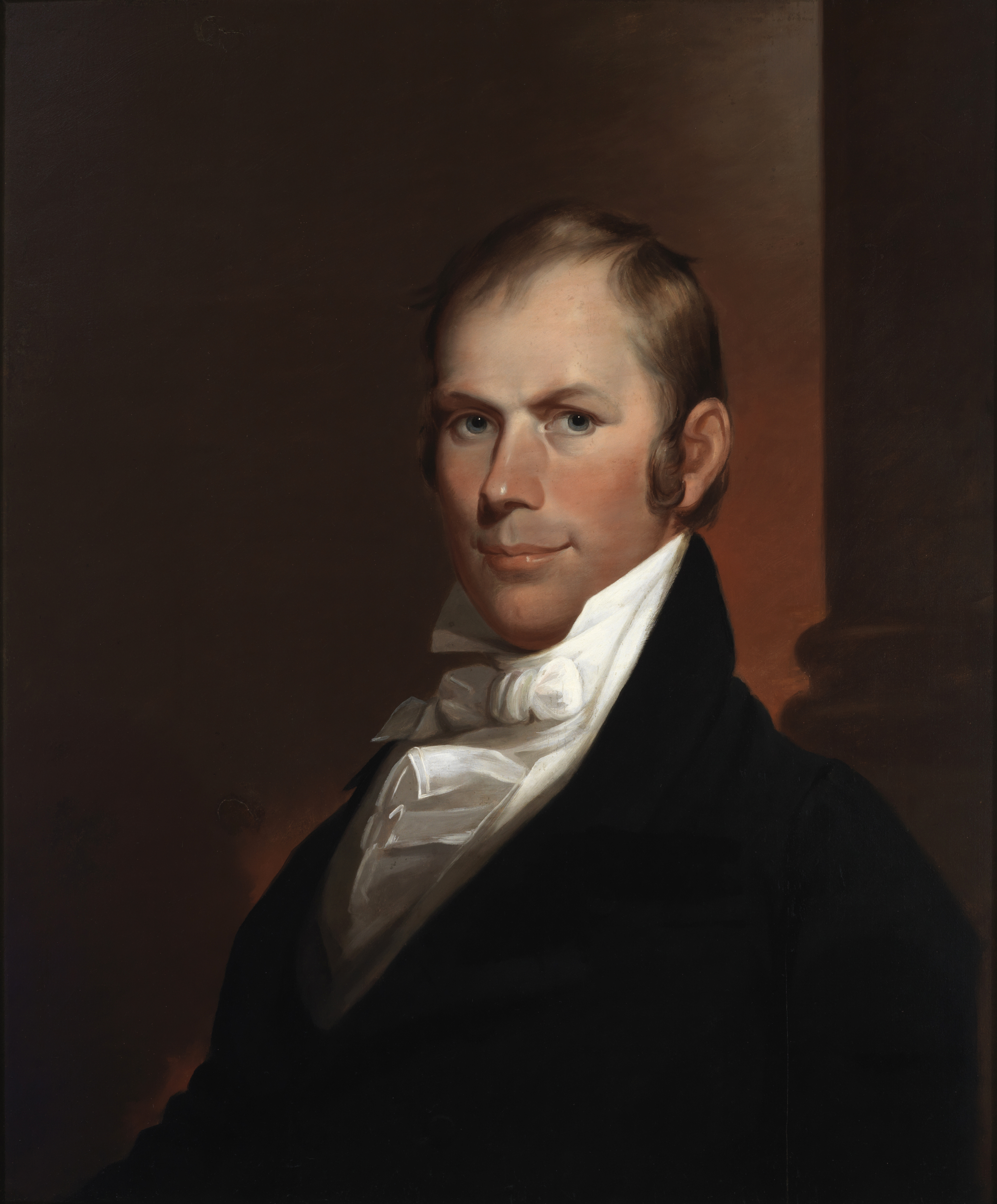
Henry Clay, um dos mais destacados membros do grupo dos war hawks.

A expressão  war hawks foi usada durante o debate que antecedeu a guerra anglo-americana de 1812, para designar os parlamentares favoráveis à guerra contra a Grã-Bretanha. Sua invenção costuma ser atribuída ao  proeminente congressista da Virgínia,  John Randolph, opositor tenaz  de uma guerra dos  Estados Unidos  contra o Reino Unido e suas colônias (Canadá Superior, Canadá Inferior, Nova Escócia, Bermuda e  Terra Nova). Os  parlamentares do grupo favorável à guerra pertenciam ao Partido Democrata-Republicano e, em sua maioria, eram originários de estados do Sul e do Oeste dos   Estados Unidos. Também eram parte do grupo mais antigo do Congresso. Defendiam  a guerra contra a Grã-Bretanha em razão da interferência da Marinha Britânica na atividade de navegação dos Estados Unidos, o que prejudicava a economia, além de ferir o prestígio do  país. Os estados do Oeste, sem saída para o mar, não eram diretamente afetados pelo problema, mas seus representantes acreditavam  que os britânicos estivesssem instigando os índígenas da fronteira a atacar os assentamentos dos colonos americanos. Por isso,  também defendiam a invasão do Canadá Britânico, visando acabar com as ameaças e punir os britânicos.
No entanto, nunca houve uma lista "oficial" de falcões da guerra. Conforme observa o historiador Donald Hickey, os estudiosos divergem sobre se, na época, haveria mesmo alguém que pudesse ser classificado como um "falcão", e pelo menos um estudioso acredita que a denominação "não seja mais apropriada",  embora a maioria dos historiadores continue a usá-la para se referir a um grupo de aproximadamente  doze membros do Décimo Segundo Congresso dos Estados Unidos cujo líder  era o presidente da Câmara dos Representantes, Henry Clay, do Kentucky. John C. Calhoun da Carolina do Sul teria sido outro notável falcão. Ambos se tornariam grandes atores na política norte-americana durante décadas. Outros políticos tradicionalmente identificados como falcões são Richard Mentor Johnson, de Kentucky, William Lowndes e Langdon Cheves, da Carolina do Sul, Felix Grundy, do Tennessee, e William W. Bibb, da Geórgia.
A ideia de que essa algo nebulosa facção congressional pudesse ter pressionado o presidente James Madison a iniciar um conflito armado com  a Grã-Bretanha é tão antiga quanto duvidosa. Historiadores, como Clement Eaton, afirmam que Madison e o Secretário do Tesouro, Albert Gallatin, acreditavam que os Estados Unidos não estavam preparados para a guerra e tentaram, em vão, derrotar o movimento. No entanto, como  observa J.C.A. Stagg, a existência de tal pressão é improvável, considerando-se a natureza das relações entre os poderes legislativo e executivo no início da República. Na época, o Congresso era fracamente  organizado e, em geral, não tomava a iniciativa na formulação de políticas. Era o presidente quem definia a agenda do legislativo,  fornecendo às comissões da Câmara dos Representantes recomendações de políticas  a serem votadas em plenário.